# Mogsochon
Mogsochon (ros. Могсохон) – wieś (ułus) w Rosji, w Buriacji, w rejonie kiżyngińskim. W 2010 liczyła 1120 mieszkańców.

## Urodzeni
- Bato-Munko Wankiejew – rosyjski i białoruski bokser.